# Người đẹp và thủy quái
Người đẹp và thủy quái (tiếng Anh: The Shape of Water, tạm dịch: Hình hài của nước) là một bộ phim kỳ ảo chính kịch của Mỹ do Guillermo del Toro đạo diễn và kịch bản chắp bút bởi del Toro và Vanessa Taylor. Phim có sự tham gia của Sally Hawkins, Michael Shannon, Richard Jenkins, Doug Jones, Michael Stuhlbarg và Octavia Spencer. Lấy bối cảnh tại Baltimore năm 1962, phim kể về một người quét dọn bị câm tại một phòng thí nghiệm an ninh cao của chính phủ, đã kết bạn với một sinh vật nửa người nửa lưỡng cư bị giam giữ tại đây.
Phim được chiếu trong phần tranh cử chính tại liên hoan phim quốc tế Venice lần thứ 74 và ra mắt tại đây ngày 31 tháng 8 năm 2017. Sau đó phim được trao giải Sư tử vàng cho phim hay nhất tại cuộc thi. Phim cũng được chiếu tại liên hoan phim quốc tế Toronto 2017. Nhiều nhà phê bình ca ngợi Người đẹp và thủy quái là bộ phim hay nhất của del Toro kể từ Mê cung của Pan, đặc biệt ca ngợi tài diễn xuất của Sally Hawkins.

## Nội dung
Nhân vật chính là Elisa Esposito, cô bị câm và buộc phải giao tiếp bằng ngôn ngữ ký hiệu. Công việc của cô là làm lao công tại một phòng thí nghiệm bí mật của chính phủ ở Baltimore, Maryland, vào năm 1962, đỉnh điểm của Chiến tranh Lạnh. Những người bạn duy nhất của cô là người hàng xóm đồng tính Giles, một họa sĩ minh họa quảng cáo đang gặp khó khăn, cùng đồng nghiệp Zelda Fuller.
Phòng thí nghiệm này nhận được một sinh vật sống bí ẩn được bắt giữ từ sông Amazon bởi Đại tá Richard Strickland, người phụ trách dự án trong bối cảnh chính phủ Mỹ đang khao khát vượt mặt Liên Xô trong chiến tranh lạnh. Elisa gặp và nhanh chóng bị cuốn hút bởi sinh vật kì lạ này. Cô lén đến phòng thí nghiệm nhiều hơn, cô đem thức ăn đến cho sinh vật đáng thương và cùng nó nghe những giai điệu jazz.
Dường như trong cô và Người cá đã hình thành sợi dây liên kết bởi tình yêu mạnh mẽ.
Không lâu sau, người cá bị bắt đem đi thí nghiệm. Một nhà khoa học của dự án-một điệp viên ngầm của Nga khao khát muốn giữ người cá lại.Elisa cũng vậy, cô lập ra âm mưu cứu người cá, nài nỉ Giles người bạn thân nhất của cô cùng tham gia. Âm mưu được hoàn thành cùng sự giúp đỡ của nhà khoa học, Elisa thành công giữ Người lưỡng cư trong bồn tắm của mình trong vài ngày, với dự định sẽ thả nó tới biển. Stricklandsau khi để xổng vật thí nghiệm liền điều tra lùng xục khắp nơi.
Hoffstetler đến gặp những người thanh trừng của mình trong khi bị Strickland bám đuôi. Khi biết Hoffstetler là một gián điệp, Strickland tra tấn anh ta trước khi chết. Strickland đe dọa Zelda trong nhà của cô cho đến khi chồng của Zelda là Brewster tiết lộ rằng Người lưỡng cư đang ở chỗ Elisa. Zelda ngay lập tức gọi điện cho Elisa, cảnh báo rằng cô hãy thả sinh vật ra. Strickland điên cuồng lục soát căn hộ trống rỗng của Elisa cho đến khi hắn tìm thấy một tờ lịch tiết lộ nơi cô dự định sẽ thả Người lưỡng cư.
Tại kênh, Elisa và Giles đang chào tạm biệt sinh vật trước khi Strickland đến, đánh gục Giles và bắn chết Người lưỡng cư cùng với Elisa. Người lưỡng cư nhanh chóng tự chữa lành vết thương và chém đứt cổ của Strickland, giết chết hắn ta ngay lập tức. Khi cảnh sát đến hiện trường cùng với Zelda, Người lưỡng cư đưa Elisa và nhảy xuống kênh, nơi nó chữa lành vết thương cho cô. Khi Người lưỡng cư sờ vào vết sẹo trên cổ Elisa, chúng mở ra để lộ mang giống như của nó; cô quay lại với cuộc sống và cả hai ôm lấy nhau. Trong bài tường thuật kết thúc phim, Giles tin rằng Elisa sẽ sống "hạnh phúc mãi mãi trong tình yêu" với Người lưỡng cư.

## Diễn viên
- Sally Hawkins trong vai Elisa Esposito
- Michael Shannon trong vai Đại tá Richard Strickland
- Richard Jenkins trong vai Giles
- Octavia Spencer trong vai Zelda Delilah Fuller
- Michael Stuhlbarg trong vai Tiến sĩ Robert Hoffstetler/Dimitri Antonovich Mosenkov
- Doug Jones trong vai Amphibian Man/The Asset
- David Hewlett trong vai Fleming
- Nick Searcy trong vai Tướng Frank Hoyt
- Lauren Lee Smith trong vai Elaine Strickland
- Morgan Kelly trong vai Pie Guy